# 米爾翠·貝莉

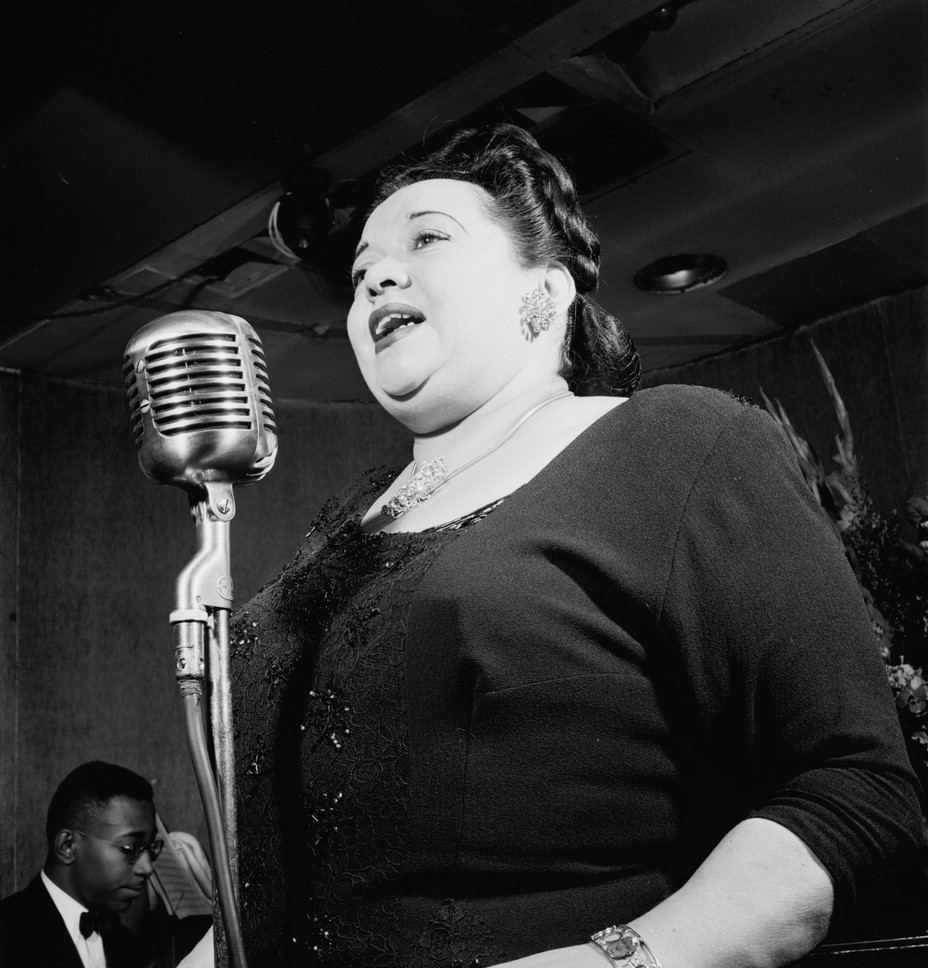
米爾翠·貝莉在纽约，1947年

米爾翠·貝莉（Mildred Bailey，1907年2月27日—1951年12月12日）是1930年代美國著名爵士女伶，被稱為搖擺夫人（Mrs. Swing），她的代表作有“Please Be Kind”，“Darn That Dream”，“Old Rocking Chair”和“Says My Heart”等。